# Prosopocera rufipennis
Prosopocera rufipennis là một loài bọ cánh cứng trong họ Cerambycidae.